# Lev Bezymenskij
Lev Aleksandrovitj Bezymenskij (ryska: Лев Александрович Безыменский), född 30 december 1920 i Kazan, död 26 juni 2007 i Moskva, var en rysk författare, historiker och journalist. Han var även tolk och tjänstgjorde i Röda armén. Sedermera blev han utnämnd till professor vid Akademin för militärvetenskap i Moskva.
År 1968 publicerade Bezymenskij boken Der Tod des Adolf Hitler i Västtyskland. Han hade inte fått tillstånd att utge den i Sovjetunionen. En svensk utgåva kom samma år: Adolf Hitlers död, i översättning av Olof Hoffsten. Boken väckte sensation, då den bland annat innehöll fotografier på det som ansågs vara Adolf Hitlers och Eva Brauns förkolnade kvarlevor.